# Das Todeslied von Laramie
Das Todeslied von Laramie (Originaltitel: Sette pistole per un massacro) ist ein Italowestern aus dem Jahr 1967, der unter der Regie von Mario Caiano Craig Hill in der Hauptrolle zeigt. Die westdeutsche Erstaufführung erfolgte am 15. Oktober 1971, die ostdeutsche am 8. September 1984 im DFF. Alternativtitel des auch als Adios, hombre geführten Filmes lautet Einen Whisky als Kopfgeld.

## Handlung
Revolverheld Will Flaherty kehrt nach drei unschuldig im Zuchthaus verbrachten Jahren zurück in seine Heimatstadt, wo er von den Bewohnern feindselig begrüßt wird. Nur seine Verlobte, die Saloonbesitzerin Peggy, hält zu ihm und glaubt seiner Unschuldsbeteuerung. Fast zur gleichen Zeit erreicht eine Bande die Stadt, die einen Goldtransport überfallen möchte. Sie hat sich jedoch etwas verrechnet – die Ladung ist noch nicht eingetroffen, der Tresor der von ihr aufgebrochenen Bank ist leer. Um ihren Plan nicht zu gefährden, sperren die Banditen etliche Leute in die Kirche sowie den Saloon ein und töten einige, die sich ihren Anordnungen widersetzen. Will versucht sein Bestes, zumal er entdeckt hat, dass Luke Brabham, der als damals gekaufter Zeuge mit für seine Haftstrafe verantwortlich ist, Teil der Bande ist. Die Banditen schlagen ihn brutal zusammen und setzen ihn in einer Scheune fest. Von Peggy und ihrem Bruder Tom befreit, kann Will Luke zusammenschlagen, fesseln, knebeln und in die Nachbarstadt entführen. Auf dem Weg in die Stadt erschießt Will zwei ihn verfolgende Mitglieder der Bande und möchte von Luke wissen, wer ihn damals als falschen Zeugen gekauft hat. Da Will droht, Luke zu erhängen, nennt Luke den Bandenchef Tiny als Auftraggeber. In der Stadt überzeugt er den Sheriff mit Lukes Hilfe von seiner Unschuld. Als entgegen der Erwartung der Gangster endlich die Kutsche mit dem Goldtransport doch noch in der Stadt ankommt, finden die Verbrecher zu ihrer Überraschung in der Kutsche statt des Goldes eine Menge Bewaffneter vor, die von Will alarmiert wurden und nun die Banditen eliminieren. Dabei erschießt Will Tiny.

## Kritik
Das Lexikon des internationalen Films bezeichnete den Film als „leichenreiche Brutalitäten-Show im Westerngewand“. Ein anständiger und ordentlicher Film, ein Beispiel für die Arbeit des Regisseurs, der es in seinen Western verstünde, durch seine saubere Arbeit und akzeptable Darstellung zu zeigen, warum das Genre immer populär war, urteilte die einheimische Kritik von Vice. Christian Keßler führt aus, die ungewöhnlich große Spannung leite sich aus der Tatsache her, dass „der Großteil der Handlung auf engstem Raum (= der Saloon) stattfinde und es kaum überflüssige Elemente gebe“. Er lobt unter den Darstellern die Schurkendarsteller Fajardo und Lulli.

## Synchronisation
Es existieren zwei deutsche Synchronfassungen. Die erste entstand unter dem Dialogbuch und der Dialogregie von Rudolf Lubowski.  Die zweite entstand im DEFA Studio für Synchronisation, Leipzig.
| Rolle              | Darsteller         | Synchronsprecher (BRD 1971) | Synchronsprecher (DDR 1984) |
| ------------------ | ------------------ | --------------------------- | --------------------------- |
| Will Flaherty      | Craig Hill         | Thomas Danneberg            | Walter Jäckel               |
| Peggy Flaherty     | Giulia Rubini      | Marianne Lutz               | Astrid Bless                |
| Luke Brabham       | Piero Lulli        | Manfred Grote               | Friedhelm Eberle            |
| Tiny               | Eduardo Fajardo    | Wolfgang Draeger            | Bernhard Baier              |
| Tom, Peggys Bruder | Nazzareno Zamperla | Christian Brückner          | Andreas Knaup               |
| Horace Pim         | Jacques Herlin     | Gerd Martienzen             | ?                           |
| King               | Nello Pazzafini    | Ingo Osterloh               | Bert Franzke                |
| Nick               | Massimo Carocci    | Thomas Eckelmann            | Hasso Billerbeck            |
| Sheriff Pat        | Spartaco Conversi  | Konrad Wagner               | ?                           |
| Doc                | Roberto Camardiel  | Arnold Marquis              | Wolfgang Sörgel             |
| Judith             | Eleonora Vargas    | Gisela Fritsch              | Ruth Friemel                |